# Ad Matricem
Ad Matricem fou una ciutat d'Il·líria que probablement correspon a la moderna Mostar, a la vora del Narenta.
El pont romà de fusta és atribuït a Trajà o Hadrià, fou substituït per un pont otomà de pedra acabat el 1566 després de nou anys d'obres, que va existir fins a la guerra de Bòsnia a finals del segle xx, en què fou parcialment destruït, si bé després fou reconstruït.